# Quo Vadis (Computerspiel)
Quo Vadis ist ein Action-Adventure, das 1984 von Steven T. Chapman für den Commodore 64 entwickelt und von The Edge veröffentlicht wurde.

## Spielprinzip
Das Ziel des Spiels besteht darin, eine große Anzahl an Höhlen zu durchqueren und ein goldenes Zepter zu finden. Dabei muss der Spieler zahlreiche Lavagruben überwinden und Monstern ausweichen oder diese abschießen. Wenn Monster den Spieler treffen, verfärbt sich dessen Farbe von orange über violett bis grün, bevor man stirbt. Man kann Kisten finden, welche die Gesundheit wieder herstellen. Ein Sturz in eine Lavagrube führt zum sofortigen Tod.
Die Größe des Spiels erstreckt sich über 1024 Bildschirme, was es zum größten damals erhältlichen Spiel macht. In vielen der Höhlen sind Rätsel versteckt, deren Lösung ein Buchstabe ist.

## Versprochener Preis
Als das Spiel veröffentlicht wurde, warb der Publisher The Edge damit, dass derjenige Spieler, der das für damalige Verhältnisse riesige Spiel zuerst durchspielen und alle Rätsel richtig lösen würde, ein echtes goldenes Zepter im Wert von 10.000 Britischen Pfund erhalten würde. Dazu sollten die Lösungen der einzelnen Rätsel zu einem Satz zusammengefügt werden, der die Lösung darstellen sollte. Nachdem sich Quo Vadis als großer kommerzieller Erfolg auf dem C64 herausstellte, erhöhte man den Preis sogar noch um zusätzliche 30.000 Pfund in bar. Dieser erweiterte Preis sollte ausgezahlt werden, falls die erste richtige Lösung erst eingesandt wird, nachdem das 100.000ste Exemplar des Spiels verkauft wurde. Mehrere Spieler reichten ihre Lösung ein, erhielten vom Publisher jedoch alle die Antwort, ihre Lösung sei falsch.
Mit Aufkommen des Internet konnten einige der damals eingereichten Lösungen verglichen werden. Heute besteht Konsens darüber, dass die Lösung „Honi soit qui mal y pense“ (dt.: „Ein Schelm wer Böses denkt“) lautet. Diese Lösung wurde damals von mehreren Spielern eingereicht, vom Publisher jedoch nicht anerkannt, als falsch bezeichnet und verworfen. Die offiziell richtige Lösung wurde vom Publisher allerdings auch später nie veröffentlicht. Daher wird heute davon ausgegangen, dass der Publisher niemals die Absicht hatte, den versprochenen Preis auszuzahlen und es sich lediglich um betrügerische Werbung handelte, die in ihrer Form an die Werbung von Atari zwei Jahre zuvor für deren Swordquest-Reihe angelehnt war. Während Atari jedoch nachweislich die versprochenen goldenen Preise hat herstellen lassen, und diese ausgestellt und den Gewinnern ausgehändigt wurden, ist fraglich, ob das goldene Zepter von Quo Vadis jemals tatsächlich existierte.

## Rezeption
Quo Vadis wurde seinerzeit sehr positiv aufgenommen und erzielt zahlreiche Auszeichnungen. So wurde es 1984 in der Septemberausgabe von Personal Computer Games zum Spiel des Monats gekürt.